# Ouragan sur l'eau plate
Pour les articles homonymes, voir Water.
Pour plus de détails, voir Fiche technique et Distribution.
Ouragan sur l'eau plate (Water) est un film britannique réalisé par Dick Clement, sorti en 1985.

## Synopsis
L'histoire se déroule sur Cascara, une petite île fictive des Caraïbes, possession de l'Empire britannique et délaissée par ses colonisateurs. Le gouverneur Baxter y coule des jours tranquilles en s'adonnant à son passe-temps favori, la sélection de variétés de cannabis. La vie paisible y est parfois animée par de régulières et vaines tentatives de coup d'état fomentées par un révolutionnaire chantant et son acolyte. Rien ne semble troubler ce nonchalant train-train jusqu'au jour ou, d'une plateforme pétrolière abandonnée commence à jaillir de l'eau rare : pétillante, légèrement citronnée et laxative. Les regards du monde entier se tournent alors sur cette petite île alors paisible et jusque-là ignorée de tous.

## Fiche technique
- Titre : Ouragan sur l'eau plate
- Titre original : Water
- Réalisation : Dick Clement
- Scénario : Dick Clement, Ian La Frenais (en) et Bill Persky
- Musique : Mike Moran
- Photographie : Douglas Slocombe
- Montage : John Victor-Smith
- Décors : Norman Garwood
- Costumes : James Acheson
- Production : Ian La Frenais (en); George Harrison et Denis O'Brien (exécutif); David Wimbury (coproducteur)
- Sociétés de production : HandMade Films
- Sociétés de distribution : Atlantic Entertainment Group
- Pays d'origine : Royaume-Uni
- Langue : anglais
- Format : Couleurs, Stéréo
- Genre : Comédie
- Durée : 115 minutes
- Dates de sortie : janvier 1985 (Royaume-Uni), 8 janvier 1986 (France[1]), 18 avril 1986 (États-Unis)

## Distribution
- Michael Caine (V.F. : Gabriel Cattand) : Gouverneur Baxter Thwaites
- Valerie Perrine (V.F. : Marie-Christine Barrault) : Pamela Weintraub
- Brenda Vaccaro (V.F. : Tamila Mesbah) : Dolores Thwaites
- Leonard Rossiter (V.F. : Jacques François) : Sir Malcolm Leveridge
- Billy Connolly (V.F. : Michel Blanc) : Delgado Fitzhugh
- Dennis Dugan (V.F. : Philippe Peythieu) : Rob Waring
- Fulton Mackay (V.F. : Jean Carmet) : Révérend Eric
- Jimmie Walker (V.F. : Tola Koukoui) : Jay Jay
- Chris Tummings (V.F. : Greg Germain) : Garfield Cooper
- Maureen Lipman (V.F. : Dominique Lavanant) : Le premier ministre
- Dick Shawn (V.F. : Martin Lamotte) : Deke Halliday
- Fred Gwynne (V.F. : Henry Djanik) : Franklin Spender
- Trevor Laird (V.F. : Jean-Claude Montalban) : Pepito
- Richard Pearson (V.F. : Roland Ménard) : le ministre des Affaires étrangères
- Bill Bailey (V.F. : Marc de Georgi) : Hollister
- Paul Heiney (V.F. : Vincent Grass) : Kessler
- Glory Annen (V.F. : Geneviève Lemeur) : l'hôtesse
- Bruce Boa (V.F. : Pierre Hatet) : le conseiller américain
- Danny Brainin (V.F. : Claude Larry) : le réalisateur du film
- Harry Ditson (V.F. : Jean-Pierre Leroux) : le cadre de Spenco
- Darcy Flynn (V.F. : Dorothée Jemma) : la journaliste TV
- Christopher Gilbert (V.F. : Daniel Kurbard) : le marine américain
- Rashid Karapiet (V.F. : Jimmy Schumann) : le secrétaire général des Nations unies
- Sabu Kimura (V.F. : Massimo Nagaishi) : le journaliste japonais
- Julie Legrand (V.F. : Béatrice Delfe) : la femme d'affaires française
- Lucita Litjerwood (V.F. : Claude Chantal) : la mère de Delgado
- Bill Persky (V.F. : Claude Joseph) : le réalisateur TV
- Manning Redwood (V.F. : Jean-François Laley) : le général américain
- Bill Reimbold (V.F. : Maurice Gautier) : le texan
- Bob Sessions (V.F. : Yves Barsacq) : l'amiral américain
- Alan Igbon : Cubain
- Stephen M. Booker : Pilote d'hélicoptère

- The Singing Rebels' Band (scène finale)[2]
  - Eric Clapton
  - George Harrison
  - Jon Lord
  - Ray Cooper
  - Mike Moran
  - Chris Stainton
  - Ringo Star
  - Jenny Bogle
  - Anastasia Rodriguez

Sources doublage : V. F. = Version Française sur Objectif Cinéma 

## Box-office
- États-Unis : 1 256 862 $[4]